# أولف ساندستروم (لاعب هوكي جليد)
أولف ساندستروم (بالسويدية: Ulf Sandström)‏ هو لاعب هوكي جليد سويدي، ولد في 24 أبريل 1967 في ستوكهولم في السويد.

## وصلات خارجية
- أولف ساندستروم على موقع دوري الهوكي الوطني (الإنجليزية)
- أولف ساندستروم على موقع EliteProspects.com (الإنجليزية)
- أولف ساندستروم على موقع Eurohockey.com (الإنجليزية)
- أولف ساندستروم على موقع HockeyDB.com (الإنجليزية)
- أولف ساندستروم على موقع أوليمبيديا (الإنجليزية)
- أولف ساندستروم على موقع اللجنة الأولمبية السويدية (السويدية)